# Cầy hương Mã Lai
Cầy hương Mã Lai (Viverra tangalunga) là một loài động vật có vú trong họ Cầy, bộ Ăn thịt. Loài này được Gray mô tả năm 1832.

## Hình ảnh

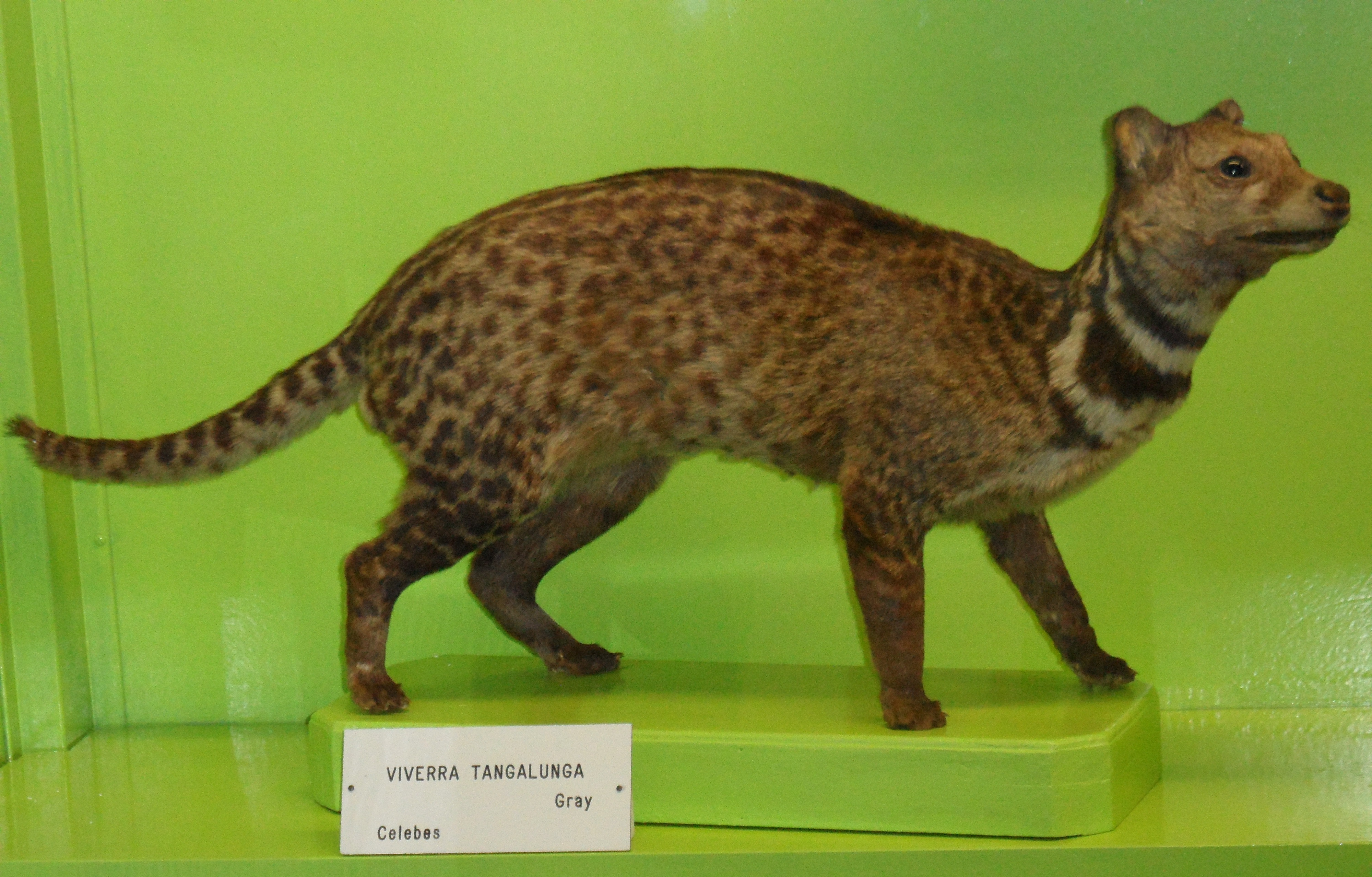
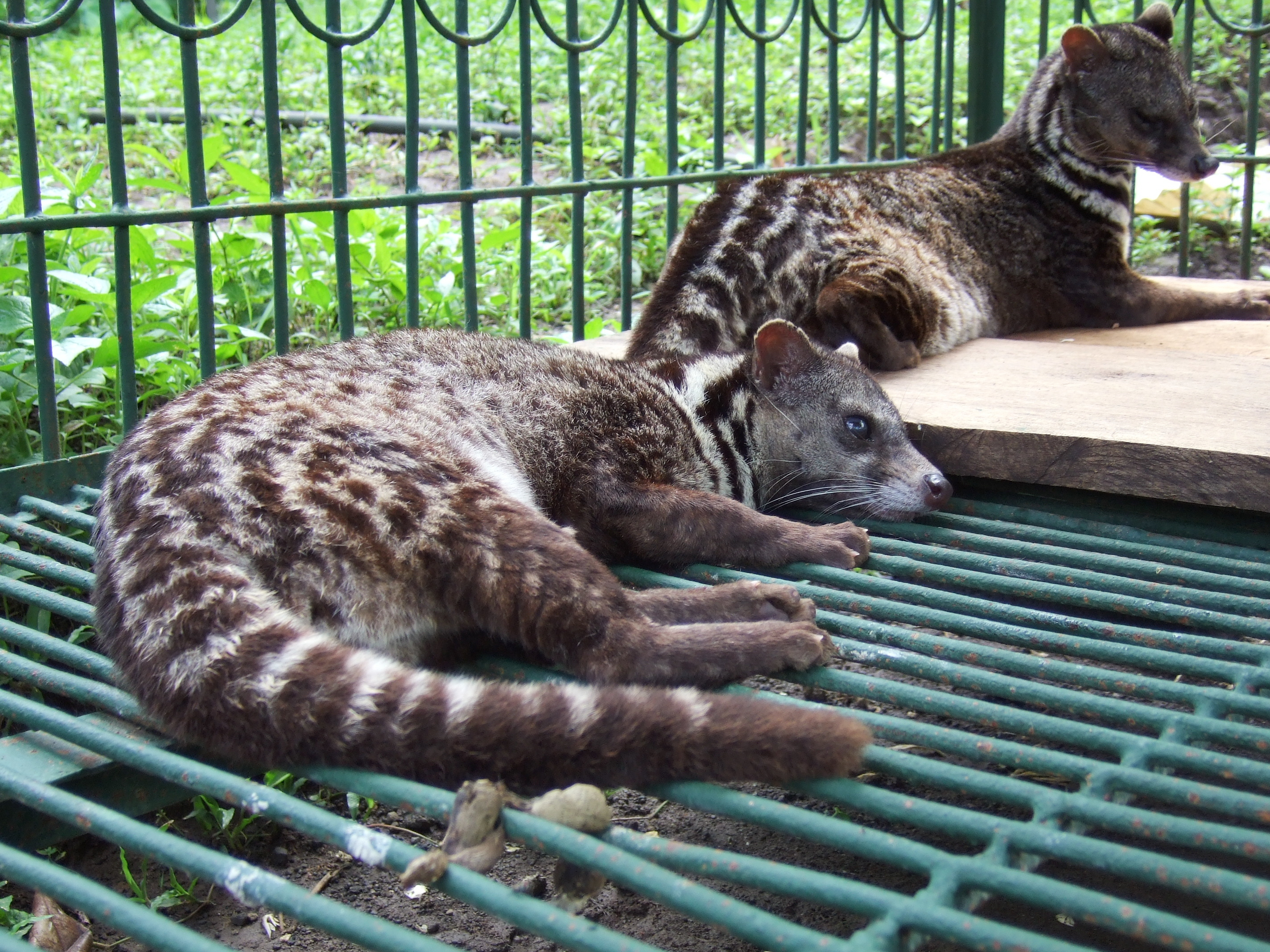